# Baugy (Cher)
Baugy è un comune francese di 1 625 abitanti situato nel dipartimento del Cher, nella regione del Centro-Valle della Loira.

## Storia

### Simboli
Lo stemma comunale riprende il blasone della famiglia du Berry di Bar di Buranlure ma con un diverso ordine degli smalti.

## Società

### Evoluzione demografica
Abitanti censiti